# آفریقا
آفریقا پس از قاره آسیا، دومین قاره بزرگ و دومین قاره پرجمعیت جهان است. با مساحتی در حدود ۳۰٫۳ میلیون کیلومتر مربع (۱۱٫۷ میلیون مایل مربع) به همراه جزایر مجاور، ۶٪ از کل سطح زمین و ۲۰٪ از مساحت خشکی‌های کره زمین آن را پوشش می‌دهد. آفریقا با
۱٫۳۳ میلیارد نفر جمعیت تا سال ۲۰۲۱، حدود ۱۸٪ از جمعیت جهان را تشکیل می‌دهد. جمعیت آفریقا در میان تمام قاره‌ها جوان‌ترین محسوب می‌شود. میانگین سنی در سال ۲۰۱۲ برابر ۱۹٫۷ سال بود، زمانی که میانگین سنی در سراسر جهان ۳۰٫۴ سال ثبت شده بود. علیرغم گستره وسیعی از منابع طبیعی، آفریقا کمترین ثروت سرانه قاره و دومین کم ثروتمندترین قاره از نظر کل ثروت، پس از اقیانوسیه است. پژوهشگران این امر را به عوامل مختلفی از جمله جغرافیا، آب‌وهوا، قبیله‌گرایی، استعمار، جنگ سرد، استعمار نو، فقدان دموکراسی و فساد مالی نسبت داده‌اند. علیرغم این تمرکز کم ثروت، توسعه اقتصادی اخیر و جمعیت زیاد و جوان، آفریقا را به یک بازار اقتصادی مهم در جهان تبدیل کرده است.
این قاره توسط دریای مدیترانه از شمال، تنگه سوئز و دریای سرخ در شمال شرقی، اقیانوس هند در جنوب شرقی و اقیانوس اطلس در غرب احاطه شده است. این قاره همچنین شامل ماداگاسکار و مجمع‌الجزایر مختلف نیز می‌باشد. آفریقا شامل ۵۴ کشور مستقل و کاملاً به رسمیت شناخته شده، ۸ قلمرو و دو ایالت مستقل عملاً با شناسایی محدود یا بدون شناسایی است. الجزایر بزرگ‌ترین کشور آفریقا از نظر مساحت است و نیجریه بزرگ‌ترین کشور آن از نظر جمعیت می‌باشد. کشورهای آفریقایی از طریق ایجاد اتحادیه آفریقا که مقر آن در آدیس آبابا است، همکاری می‌کنند.
خط استوا و نصف‌النهار مبدأ (گرینویچ) از آفریقا می‌گذرد. آفریقا تنها قاره ای است که از نواحی معتدل شمالی تا مناطق معتدل جنوبی امتداد دارد. اکثر قاره و کشورهای آن در نیمکره شمالی قرار دارند و بخش و تعداد قابل توجهی از کشورها در نیمکره جنوبی واقع شده‌اند.
آفریقا از تنوع زیستی بالایی برخوردار است. آفریقا نیز به شدت تحت تأثیر طیف گسترده‌ای از مسائل زیست‌محیطی، از جمله بیابان‌زایی، جنگل‌زدایی، کمبود آب و آلودگی است. انتظار می‌رود این نگرانی‌های ریشه‌دار زیست‌محیطی با تأثیر تغییرات اقلیمی بر آفریقا بدتر شود. هیئت بین دولتی تغییرات آب و هوایی سازمان ملل، آفریقا را به عنوان قاره ای که بیشترین آسیب‌پذیری در برابر تغییرات آب و هوایی را دارد، شناسایی کرده است.
تاریخ آفریقا طولانی و پیچیده است و اغلب توسط جامعه تاریخی جهانی کمتر مورد توجه قرار گرفته است. آفریقا، به‌ویژه شرق آفریقا، به‌طور گسترده‌ای به‌عنوان محل منشأ انسان‌ها و کلاد (میمون‌های بزرگ) انسان‌ها پذیرفته شده است. قدمت اولین انسان‌ها و اجدادشان به حدود ۷ میلیون سال پیش برمی‌گردد.
تمدن‌های اولیه بشری مانند مصر باستان و کارتاژ در آفریقای شمالی پدیدار شدند. به دنبال تاریخ طولانی و پیچیده تمدن‌ها، مهاجرت و تجارت، آفریقا میزبان تنوع زیادی از قومیت‌ها، فرهنگ‌ها و زبان‌ها است. ۴۰۰ سال گذشته شاهد افزایش نفوذ اروپا در این قاره بوده‌ایم. از قرن شانزدهم، این امر توسط تجارت، از جمله تجارت بردگان ماوراء اطلس، که جمعیت‌های مهاجر آفریقایی بزرگی را در قاره آمریکا ایجاد کرد، هدایت شد. از اواخر قرن نوزدهم تا اوایل قرن بیستم، کشورهای اروپایی تقریباً تمام آفریقا را مستعمره کردند و به نقطه‌ای رسیدند که تنها اتیوپی و لیبریا سیاست‌های مستقلی داشتند. اکثر کشورهای حاضر در آفریقا از روند استعمارزدایی پس از جنگ جهانی دوم بیرون آمدند.

## نام آفریقا
دربارهٔ ریشه‌شناسی واژه آفریقا نظرهای گوناگونی آمده است. برخی آن را از واژه فنیقی آفِر به معنی گرد و غبار دانسته‌اند، برخی از نام تیرهٔ آفریدی ساکن شمال آفریقا در پیرامون کارتاژ و برخی از واژه یونانی آفریکه (aphrike) به معنی بی سرما و همیشه گرم یاد می‌کنند.

## جغرافیا

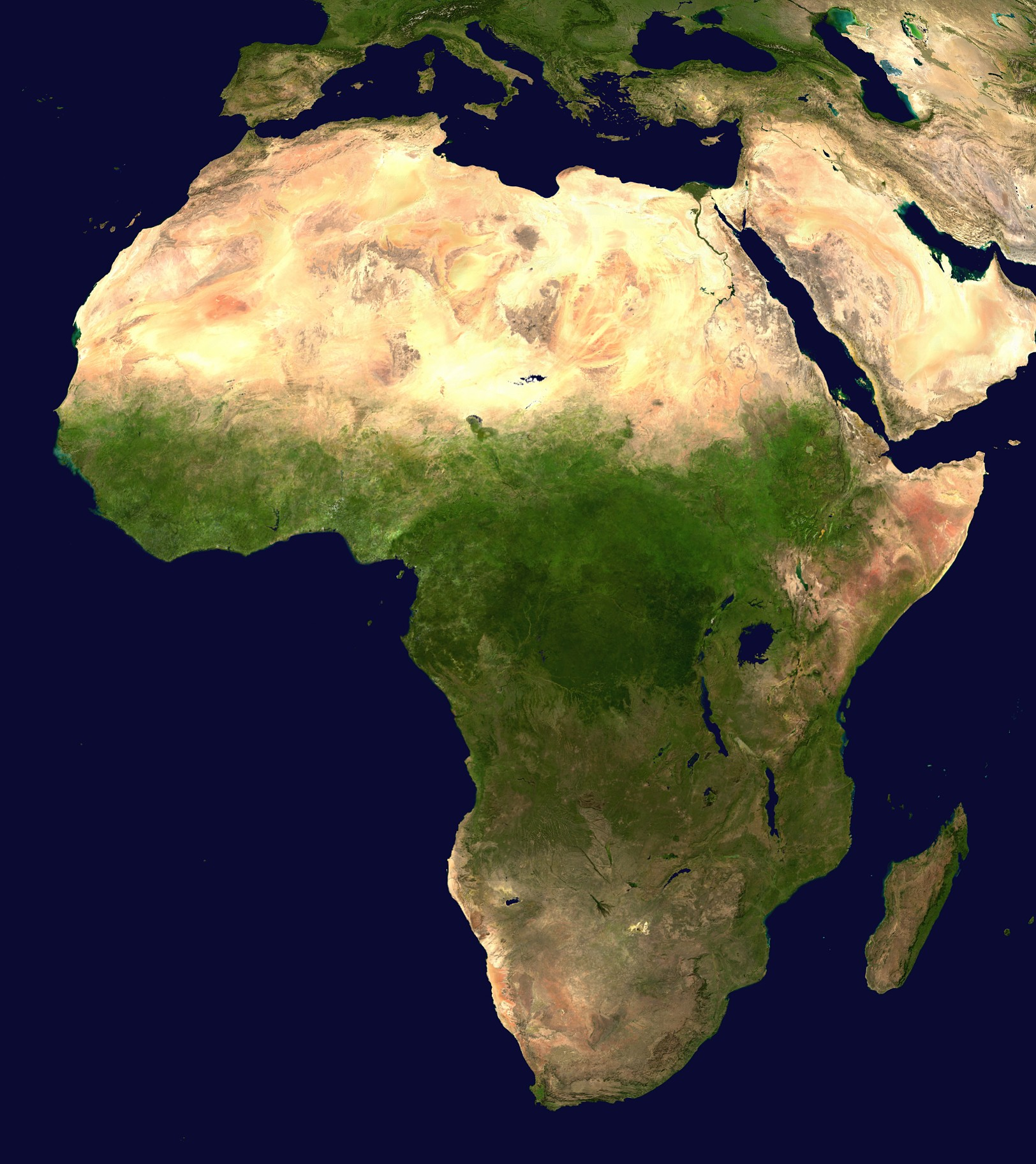
تصویر ماهواره‌ای مرکب آفریقا

بزرگ‌ترین کشور آفریقا الجزایر و کوچک‌ترین منطقه آن جزایر سیشل که در اقیانوس هند می‌باشد. کوچک‌ترین کشور ناحیه خشکی آن گامبیا است.
شمالی‌ترین نقطهٔ آفریقا دماغه الغیران (درکشور تونس)، جنوبی‌ترین نقطه دماغه آگولهاس (در کشور آفریقای جنوبی)، شرقی‌ترین نقطه دماغه گوآردافوئی (در کشور سومالی)و غربی‌ترین نقطه نوک المادی (در کشور دماغه سبز) می‌باشد.
آب و هوای آفریقا از اقلیم گرمسیری تا فرا شمالگان در بالاترین قله‌های آن در نوسان است. در ناحیه شمالی آن عمدتاً بیابان یا مناطق بایر وجود دارد، در حالی که مناطق مرکزی یا جنوبی شامل دشت‌های گرم (استوایی) و نواحی جنگلی بارانی بسیار متراکم می‌باشد. با این همه دو نوعی همگرایی در الگوهای گیاهی همچون ساحل و استپ غالب است.

## پرجمعیت‌ترین کشورهای آفریقا

### ۱۰ کشور پر جمعیت آفریقا
1. نیجریه بیش از ۲۰۶ میلیون و ۲۳۰ هزار نفر
2. اتیوپی بیش از ۱۱۵ میلیون و ۱۱۷ هزار نفر
3. مصر بیش از ۱۰۲ میلیون و ۴۰۰ هزار نفر
4. جمهوری دموکراتیک کنگو ۸۹ میلیون نفر
5. تانزانیا بیش از ۵۹ میلیون و ۹۱۰ هزار نفر
6. آفریقای جنوبی بیش از ۵۹ میلیون و ۸۶۰ هزار نفر
7. کنیا بیش از ۵۳ میلیون و ۴۳۰ هزار نفر
8. اوگاندا بیش از ۴۵ میلیون نفر
9. سودان بیش از ۴۳ میلیون و ۶۳۲ هزار نفر
10. الجزایر بیش از ۴۳ میلیون و ۵۰۸ هزار نفر

## پیشینه
آفریقا کهنترین قاره جهان است و تاریخ آن به دوران اولیه پیش از نوسنگی نیز بازمی‌گردد.
قدیمی‌ترین منطقه مسکونی زمین با گونه‌های بشری بر روی کره خاکی در آفریقا است. طی اواسط سده بیستم، انسان‌شناسی سنگواره‌ها و شواهدی از وجود بشر که احتمالاً به قبل از ۷ میلیون سال پیش برمی‌گردد، دست یافتند. فسیل از گونه‌های متعددی از بشرهای میمون‌وار که تصور می‌شود به انسان نوین امروزی تکامل یافته، باقی‌مانده است، همچون
«جنوبی‌کپی عفاری» که از لحاظ پرتوسنجی دیرینگی آن به ۳ تا ۳/۹ میلیون سال پیش بازمی‌گردد، پرامردم بویسی (۳/۲ تا ۴/۱میلیون سال پیش از میلاد مسیح)
کشف شده است(۶۰۰ هزار تا ۹/۳میلیون سال پیش از میلاد مسیح) و «انسان کاروَرز»
استخوان ایشانگو که حدود ۲۵هزار سال قدمت دارد، که خطوط محاسباتی را در ملاحظات ریاضی نشان می‌دهد. در سراسر دوران پیشاتاریخ بشر، آفریقا (همانند دیگر قاره‌ها) هیچ‌گونه سرزمین‌های (مدون) کشوری نداشت، و در عوض گروه‌های شکارچی همچون خویی و سان در آن اقامت داشتند.

## سیاست

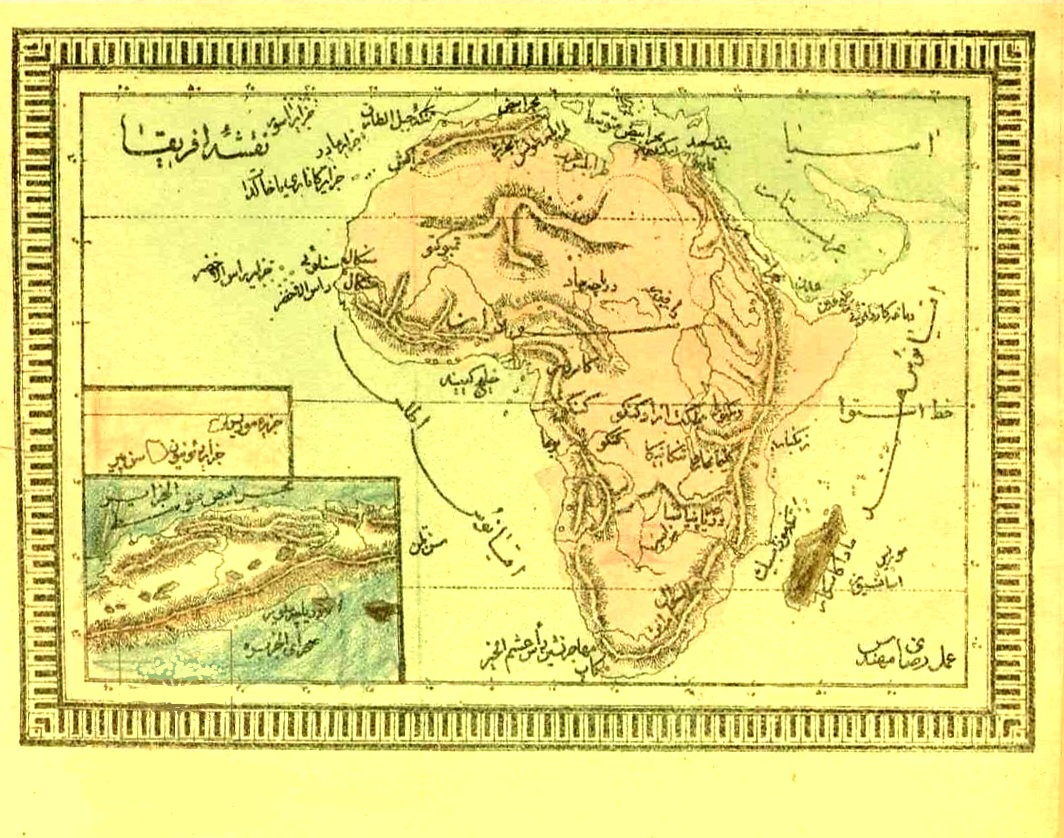
نقشه قاره آفریقا در کتاب «اصول علم جغرافیا»، نوشته محمدصفی، فرزند ادیب‌الدوله، تهران: ۱۳۱۶ قمری.

اتحادیه آفریقا (AU)، یک فدراسیون متشکل از ۵۵ کشور (تمام کشورهای آفریقایی) می‌باشد.
این اتحادیه در آدیس آبابا به عنوان مقر خود در ۲۶ ژوئن ۲۰۰۱ تشکیل شد. در ژوئیه ۲۰۰۴، مقر اتحادیه آفریقا به می‌درند در جمهوری مشروطه آفریقای جنوبی منتقل شد. اما، کمیسیون اتحادیه آفریقا دارای مراکزی در آدیس آبابا می‌باشد. در واقع سیاست اتحادیه در جهت تمرکز زدایی در موسسات فدراسیون آفریقا بوده تا تمام کشورها در آن سهیم باشند.
اتحادیه آفریقا، نباید با کمیسیون AU، اشتباه شود که بر اساس مصوبه اتحادیه تشکیل شده و هدف آن تغییر دادن جامعه اقتصادی آفریقا، به عنوان یک مشترک المنافع فدراتیو، به یک مرجع تحت شرایط کنوانسیون‌های مقرر بین‌المللی می‌باشد. اتحادیه آفریقا دارای یک دولت پارلمانی تحت عنوان دولت اتحادیه آفریقا است که شامل سازمان‌های قانونگذاری، قضائی و اجرائی شده، و توسط رئیس‌جمهور اتحادیه آفریقا و رئیس مجمع، که همچنین رئیس‌جمهور پارلمان اتحادیه آفریقا نیز هست، رهبری می‌شود. شخصی که رئیس‌جمهور AU می‌شود از سوی PAP (پارلمان اتحادیه آفریقا) انتخاب می‌گردد، و در نتیجه حمایت اکثریت را در PAP به دست می‌آورد.
رئیس‌جمهور گرترود ایبنگوه منگلا رهبر مرجع و رئیس دولت اتحادیه آفریقا است با عنایت به این واقعیت که او رئیس‌جمهور پارلمان اتحادیه آفریقا نیز می‌باشد. او توسط پارلمان در جلسه افتتاحی در مارس ۲۰۰۴ برای یک دوره پنجساله انتخاب گردید. PAP شامل ۲۶۵ قانونگذاراست که ۵ تن از آنان جزو مجمع مشروطه اتحادیه آفریقا هستند. حدود ۲۱٪ از اعضای PAP زن هستند.
توان‌ها و اختیار رئیس‌جمهور پارلمان آفریقا از مصوبه اتحادیه و پروتکل پارلمان اتحادیه آفریقا ناشی می‌شود، و نیز انتقال (میراث) اختیار ریاست جمهوری از طریق معاهده‌های آفریقایی و بین‌المللی مطرح می‌شود از جمله آن مواردی که تابع دبیرکل دبیرخانه OAU (کمیسیون AU) نسبت به PAP می‌باشد. دولت AU شامل تمام مقامات اتحادیه (فدرال)، منطقه‌ای، کشوری، و شهرداری و نیز صدها موسسه‌ای می‌باشد که با همدیگر امور روز به روز آن مؤسسه را مدیریت می‌کنند.
سیاستهای ناکام کشوری، اقدامات تجاری ناکارآمد جهانی، و اثرات تغییر اقلیم جهانی منجر به قحطی‌های گسترده‌ای شده، و بخش‌های عمده آفریقا با سیستم‌های توزیع خود برای پخش غذا و آب کافی برای زنده نگهداشتن جمعیت مردم ناتوان مانده‌اند. آنچه پیش از استعمار منبع ۹۰٪ طلای جهان بوده، فقیرترین قاره موجود بر زمین بوده است، و مردم دیگر قاره‌ها از ثروتهای سابق آن برخوردار شده‌اند. گسترش بیماری نیز بی‌حد و حصر است، به ویژه شیوع بیماری ویروس ناتوانی ایمنی بدن انسان (HIV) و نیز سندروم ناتوانی اکتسابی ایمنی (AIDS) که به واگیر مرگباری در این قاره تبدیل شده است. با وجود مشقتهای بیشمار، نشانه‌هایی از امید برای آینده این قاره وجود داشته است. ظاهراً حکومت‌های دموکراسی دولتهای دموکراتیک، شیوع پیدا می‌کنند، اما هنوز اکثریت (جامعه ملی جغرافیایی ادعا می‌کنند که تنها ۱۳ کشور آفریقایی را واقعاً می‌توان دموکراتیک به حساب آورد. تعدادی از کشورها حقوق بشر اساسی را برای همه شهروندان به رسمیت شناخته‌اند و (مجامع) قضائی دادگاه‌های قضائی مستقل تشکیل داده‌اند.
نشانه‌های روشنی از ایجاد فزاینده شبکه‌ها در میان سازمان‌ها و کشورهای آفریقائی وجود دارد. در جنگ داخلی در جمهوری دموکراتیک کنگو (زئیر پیشین) علاوه برمداخله کشورهای غیر آفریقایی ثروتمند، کشورهای آفریقایی همسایه هم شرکت داشتند (همچنین نگاه کنید به جنگ دوم کنگو). چون این درگیری در سال ۱۹۹۸ آغاز شد، نسبت تخمینی مرگ به ۴ میلیون نفر رسید.
بسیاری از ناظران اظهار می‌نمایند که این درگیری نقشی مشابه با جنگ جهانی دوم ایفا نموده، پس از آن که کشورهای اروپایی جوامع آن‌ها را یکپارچه می‌نماید به نحوی که جنگ بین آن‌ها غیرقابل تصور می‌شود. انجمنهای سیاسی همچون اتحادیه آفریقا نسبت به همکاری بیشتر و صلح بین تعدادی از کشورهای این قاره اظهار امیدواری می‌نماید. نقض‌های گسترده حقوق بشر هنوز در تعدادی از بخش‌های آفریقا واقع می‌شود که اغلب در اثر غفلت آن کشورها است. بیشتر یک چنین تجاوزاتی به علل سیاسی و معمولاً به عنوان اثر جانبی جنگ داخلی اتفاق می‌افتد. کشورهایی که در آن‌ها تجاوزات عمده به حقوق بشر در زمان‌های اخیر گزارش شده است عبارت‌اند از جمهوری دموکراتیک کنگو، سیرالئون، لیبریا، سودان، ساحل عاج.
اوضاع امنیتی در این قاره بحرانی است و وضعیت خوبی ندارد. جنگ داخلی در لیبی، سومالی، نیجریه، جمهوری دموکراتیک کنگو و… اوضاع این قاره را به شدت بحرانی کرده است. در جدیدترین این جنگ‌های داخلی اتیوپی نیز به این کشورها افزوده شده و با درگیری دولت با شمالی‌ترین ایالت آن، عملاً این کشور به سمت یک جنگ داخلی پیش می‌رود. حملات پی در پی و خشن گروه‌های تروریستی همچون داعش، بوکوحرام، الشباب و… در کشورهای عقب مانده مانند چاد، موزامبیک، لیبی، جنوب الجزایر، نیجریه و چند کشور دیگر، باعث شده تا این گروه‌ها از عقب ماندگی و ضعف نیروهای نظامی این کشورها به نفع خود استفاده کرده و برخی از شهرها و بندرها این کشورها را اشغال کنند. در آخرین آن داعش با حمله به یک روستا در موزامبیک ۵۰ تن را سر برید و بدنشان را قطعه قطعه کرد. اوضاع نابسامان سومالی نیز وخیم است. استقلال طلبی سومالی لند، به یکی از دغدغه‌های دولت این کشور تبدیل شده. مجامع بین‌المللی علی‌رغم برگزاری جلسه‌ها و نشست‌های مختلف،نتوانسته‌اند راه حلی عملی برای بحران‌های امنیتی این قاره پیدا کنند.

## اقتصاد
آفریقا از فقیرترین قاره‌ها است. مصر و آفریقای جنوبی و نیجریه را می‌توان به عنوان اقتصادهای برتر این قاره عنوان کرد. 

نقشه کمیته اقتصادی آفریقا

تا حدود زیادی به دلیل اثرات استعمار، دولت‌های فاسد و استبداد، آفریقا فقیرترین قاره مسکونی دنیا است. بر طبق گزارش توسعه انسانی سازمان ملل متحد در سال۲۰۰۳، ۲۵ رده پایینی جدول کشورها (از رتبه ۱۵۱ ام تا ۱۷۵ ام) همگی کشورهای آفریقایی بوده‌اند.
در حالی که رشد سریع در چین و اکنون در هند، و نیز رشد میانه در آمریکای لاتین میلیون‌ها (واحد) فراتر از زندگی موجود رفته است، آفریقا از نظر تجارت، سرمایه‌گذاری خارجی، و درآمد سرانه روند قهقرائی داشته است. این فقر اثراتی از جمله امید به زندگی پایین، تنش، و بی‌ثباتی – که عوامل دخیل در فقر قاره هستند، گسترش داده است.
برخی نواحی، به خصوص بوتسوانا و آفریقای جنوبی موفقیت اقتصادی را تجربه نموده‌اند، از جمله افتتاح بازار سهام ژوهانسبورگ. این مسئله تا حدودی در اثر ثروت منابع طبیعی شان به عنوان تولیدکننده عمده طلا و الماس با هم بوده، و تا حدودی نیز به دلیل نظام قانونی مناسب و پایدار آن می‌باشد. همچنین آفریقای جنوبی به سرمایه مالی، بازارهای متعدد، کار مهارتی، و اولین زیرساختار در بیشتر (بخش‌های) کشور خود دست یافته است. کشورهایی همچون غنا، کنیا، کامرون و مصر، دیگر کشورهای آفریقایی هستند که پیشرفت‌های قابل مقایسه داشته‌اند.
آفریقا به لحاظ برخورداری از منابع طبیعی و معدنی نیز یکی از قاره‌های ثروتمند و برخوردار جهان به‌شمار می‌آید. نیجریه بر روی یکی از بزرگ‌ترین ذخایر ثابت شده نفت در جهان قرار گرفته است و ضمن داشتن یکی از سریعترین اقتصادهای در حال رشد در جهان، بیشتر جمعیت را در میان کشورهای آفریقایی دارد.
از سال ۱۹۹۵ تا ۲۰۰۵، رشد اقتصادی با متوسط ۵٪ در سال ۲۰۰۵، به اوج خود رسید. اما برخی کشورها رشد اقتصادی بیشتری (٪+۱۰) را داشته‌اند، به خصوص آنگولا، سودان و گینه استوایی، که هرسه کشور اخیراً شروع به استخراج ذخایر نفتی خود کرده‌اند.
ایجاد نیروگاه خورشیدی در کشور 'مالی'، احداث نیروگاه بادی در 'کنیا'، ساخت بزرگ‌ترین تلسکوپ جهان در آفریقای جنوبی یا ایجاد دیوار بزرگ سبز از شرق تا غرب این قاره که با مشارکت بسیاری از کشورهای آفریقایی و با هدف ممانعت از پیشروی صحرا صورت می‌گیرد از جمله اقداماتی است که برای تقویت زیرساخت‌های آفریقا صورت می‌گیرد.

## زبان‌ها

نقشه نشان دهنده توزیع خانواده‌های زبان آفریقائی و برخی زبان‌های اصلی آفریقائی است.

پراکندگی زبان‌های آفریقا- آسیایی از ساحل تا جنوب غرب آفریقا امتداد یافته است. زبان‌های نیجر- کنگو تقسیم شده است تا عظمت زبان‌های زیرمجموعه خانواده بانتو را نشان دهند.
بر اساس بیشترین برآوردها، آفریقا کلاً شامل بیش از هزار زبان می‌باشد، برخی این رقم را تا بیش از دوهزار تخمین زده‌اند (بیشتر آفریقایی تا دارای ریشه اروپایی). آفریقا عمده‌ترین قاره چند زبانه در جهان است؛ و این مسئله نادر نیست که افرادی را بتوان یافت که نه تنها به زبان‌های مختلف آفریقایی، بلکه یک یا دو زبان اروپایی نیز به روانی تکلم می‌نمایند.
عمدتاً پنج خانوادهٔ زبانی بومی در آفریقا وجود دارند.

## فرهنگ

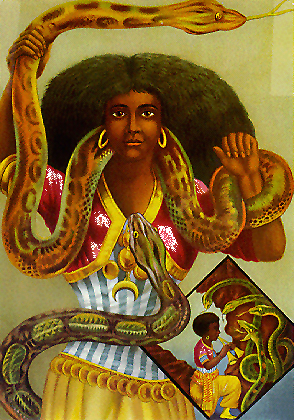

فرهنگ آفریقا توسط یک نظام کاملاً یکپارچه از ارزش‌های اجتماعی مشخص می‌شود، از طریق فرآیندهای تاریخی اطلاع داده می‌شود که از سازمان اجتماعی خود پشتیبانی می‌کند. جالب‌ترین ویژگی فرهنگ آفریقایی ماهیت تقریباً یکدست از یک شبه-زبان آفریقایی است، که عناصر غیر کلامی برقراری ارتباط آن برای تغییر مفهوم و انتقال احساس بکار می‌روند. همچون اروپایی‌های جنوبی، آفریقایی‌ها بیشتر حراف، گرم و متعهد می‌باشند. این شبه-زبان آفریقایی در مجموعه‌ای از روابط تاریخی و باورهای معنوی باستانی ریشه دارد که در نسل، زبان، سیاست در حال شکوفایی، و نیز تراژدی‌های توأمان برده‌داری و استعمار آفریقا جای گرفته‌اند.
گویش‌های شبه زبان‌شناختی آفریقایی‌ها، و تنفس‌های اجتماعی بنیادی به سادگی قابل تشخیص بوده و در یک فلسفهٔ باستانی قوی و عمیقاً جا افتاده ریشه دوانده که حتی در مواجهه با جابجایی‌های گستردهٔ اجتماعی و جغرافیای سیاسی حاصل از تغییر نمودار جمعیتی نیز مستلزم تداوم و تعالی آن‌ها است.
فرهنگ نوین آفریقایی از طریق پاسخ‌های پیچیده به امپریالیسم عربی و امپریالیسم اروپایی بروز می‌یابد. در آغاز اواخر دههٔ ۱۹۹۰، آفریقایی‌ها به‌طور فزاینده‌ای می‌خواستند هویت خود را مجدداً اظهار نمایند. خصوصاً در شمال آفریقا خودداری از پذیرش برچسب عربی یا اروپایی منجر به یک نوع سرریز تقاضاها برای پاسداشت زبان‌ها و فرهنگ بومی آمازیغ در مراکش، مصر، الجزایر و تونس منجر شد. پیدایش (باور) همه- آفریقایی‌گرایی از زمان افول آپارتاید، سبب افزایش تقاضاها برای حسی احیا شده از هویت آفریقایی گردید. در جنوب آفریقا، روشنفکران جوامع مقیم از اعقاب اروپایی به‌طور فزاینده‌ای به خاطر دلایل فرهنگی تا علل جغرافیایی یا نژادی هویت آفریقایی پیدا کردند. معروف است که برخی افراد، مراسم مذهبی انجام می‌دادند تا عضو جوامع زولو یا سایر شوند.

## مذهب

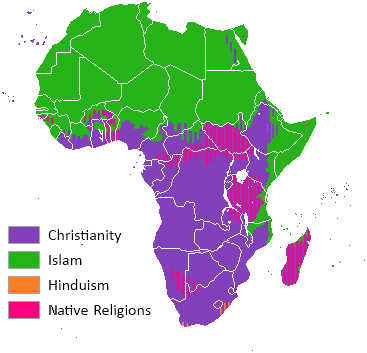
نقشه‌ای که توزیع مذاهب را در قاره آفریقا تا به امروز، نشان می‌دهد. این نقشه فقط توزیع ادیان _و نه فرقه‌ها را_ نشان می‌دهد.

آفریقایی‌ها گسترهٔ وسیعی از اعتقادات مذهبی را عرضه می‌کنند، ضمن آن که مسیحیت و اسلام رایج‌ترین آن‌ها هستند. تقریباً، ۴۵٪ کل آفریقایی‌ها مسیحی و ۴۵٪ آن‌ها را مسلمانان تشکیل می‌دهند. حدود ۹٫۵٪ آفریقایی‌ها عمدتاً پیرو مذاهب آفریقایی بومی می‌باشند. تعداد اندکی از آفریقایی‌ها هندو هستند، یا دارای اعتقاداتی از سنت یهودی می‌باشند. نمونه‌هایی از یهودیان آفریقایی مردمان بتا اسرائیل، لمبا و آبایودایا در شرق اوگاندا هستند.
مذاهب بومی نواحی جنوب صحرای بزرگ آفریقا حول محورهای جان‌باوری و پرستش نیاکان می‌چرخد. تهدید مشترک در نظام‌های سنتی اعتقادی، تقسیم جهان معنوی به دو بخش «مفید» و مضر است. ارواح مفید معمولاً ارواحی محسوب می‌شوند که شامل ارواح اجدادی بوده که به اعقاب خود کمک می‌کنند، و ارواح توانمند که از کل جوامع در برابر بلای طبیعی و حملات دشمنان محافظت می‌نمایند؛ در حالی که ارواح مضر، روح‌های قربانیان کشته شده‌ای را در بر می‌گیرد که بدون انجام مراسم تدفین صحیح دفن شده‌اند، و این ارواح توسط روح خشن (شرور) به عنوان واسطه (معنوی) سبب بیماری در میان دشمنانشان می‌شوند. با این که تأثیر این اشکال بدوی از پرستش تداوم می‌یابد تا اثری عمیق به دنبال داشته باشد، نظام‌های اعتقادی ضمن تعامل با دیگر مذاهب تکامل یافته‌اند.
تشکیل قلمرو قدیم مصر در هزارهٔ سوم پیش از میلاد، نخستین نظام مذهبی پیچیده و شناخته شده در این قاره است. حدود قرن نهم پیش از میلاد، کارتاژ (در تونس امروزی) توسط فنیقی‌ها بنیان‌گذاری شد، و تداوم یافت تا به مرکز اصلی چند ملیتی تبدیل شد که در آن الهه‌ها در همسایگی مصر، رم و تمدن اتروسکان پرستش می‌شدند. امروزه، بسیاری از یهودیان نیز در شمال آفریقا، به خصوص در تونس، الجزایر و مراکش زندگی می‌کنند.
کلیسای ارتودوکس اتیوپی و کلیسای ارتودوکس اریتره رسماً قدمت‌شان به قرن چهارم میلادی بازمی‌گردد، و از این رو یکی از نخستین کلیساهای ساخته شدهٔ مسیحی در کل جهان هستند. در ابتدا، (شعبه) ارتودوکسی مسیحی در سودان امروزی و دیگر نواحی همسایه رواج یافت. اما، پس از گسترش اسلام، این رشد کند و محدود به سرزمین‌های مرتفع شد.
با ورود مسلمانان به شمال آفریقا بین سال‌های ۶۴۰ و ۷۱۰ میلادی، دین اسلام نیز توسط مسلمانان وارد این قاره شد، که البته این اتفاق از مصر آغاز گردید. آن‌ها در پی تجارت دریایی در ساحل آفریقای شرقی، شهرهای مگادیشو، ملینده، ممباسا، کیلوا، و سفالا را تأسیس نمودند، و از میان کویر صحرا در داخل آفریقا عبور می‌کردند که خصوصاً در پی آن مسیرهایی برای تجارت مسلمانان شد. مسلمانان همچنین در میان مردمان آسیایی بودند که بعدها در آفریقای تحت حکومت بریتانیا ساکن شدند.
بسیاری از آفریقایی‌های پایین صحرا، طی دورهٔ استعماری به اشکال اروپای غربی به مسیحیت گرویدند. در دهه‌های پایانی قرن بیستم، فرقه‌های مختلفی از جنبش مسیحیت جذبه گرا به سرعت رشد نمودند. تعدادی از اسقف‌های کاتولیک آفریقایی حتی به عنوان نامزدهای احتمالی  پاپی در سال ۲۰۰۵ بودند. ظاهراً مسیحیان آفریقایی بیشتر از لحاظ اجتماعی محافظه کارترند تا هم مذهبان خود در بیشتر نقاط جهان صنعتی، که درست در زمان اخیر به تنش بین فرقه‌هایی همچون اتحادیهٔ آنگلیکان و کلیساهای روش‌گرا منجر شده است.
کلیساهای افتتاح شدهٔ آفریقایی رشد عمده‌ای را در قرن‌های بیستم و بیست و یکم تجربه کرده‌اند.

## منطقه‌ها و قلمروها
| نام منطقه و قلمرو همراه با پرچم                             | پهناوری (کیلومتر مربع) | جمعیت         | سال  | تراکم جمعیت (در هر کیلومتر مربع) | پایتخت                           |
| ----------------------------------------------------------- | ---------------------- | ------------- | ---- | -------------------------------- | -------------------------------- |
| آفریقای شمالی                                               |                        |               |      |                                  |                                  |
| الجزایر                                                     | ۲٬۳۸۱٬۷۴۰              | ۴۵٬۴۶۴٬۶۱۱    | ۲۰۲۲ | ۱۴                               | الجزیره                          |
| جزایر قناری (اسپانیا)                                       | ۷٬۴۹۲                  | ۲٬۱۱۸٬۵۱۹     | ۲۰۱۰ | ۲۲۶                              | لاس پالماس، سانتا کروس (اسپانیا) |
| سبته (اسپانیا)                                              | ۲۰                     | ۷۱٬۵۰۵        | ۲۰۰۱ | ۳٬۵۷۵                            | —                                |
| مصر                                                         | ۱٬۰۰۱٬۴۵۰              | ۱۰۶٬۴۵۷٬۳۴۹   | ۲۰۲۲ | ۸۳                               | قاهره                            |
| لیبی                                                        | ۱٬۷۵۹٬۵۴۰              | ۷٬۰۵۳٬۶۹۶     | ۲۰۲۲ | ۴                                | طرابلس                           |
| مادیرا (پرتغال)                                             | ۷۹۷                    | ۲۴۵٬۰۰۰       | ۲۰۰۱ | ۳۰۷                              | فونچال                           |
| ملیلیه (اسپانیا)                                            | ۱۲                     | ۶۶٬۴۱۱        | ۲۰۰۱ | ۵٬۵۳۴                            | —                                |
| مراکش                                                       | ۴۴۶٬۵۵۰                | ۳۷٬۸۴۲٬۴۹۶    | ۲۰۲۲ | ۷۸                               | رباط (مراکش)                     |
| سودان                                                       | ۱٬۸۶۱٬۴۸۴              | ۴۶٬۱۶۳٬۶۵۱    | ۲۰۲۲ | ۱۷                               | خرطوم (شهر)                      |
| تونس                                                        | ۱۶۳٬۶۱۰                | ۱۲٬۰۶۴٬۴۰۵    | ۲۰۲۲ | ۶۴                               | تونس (شهر)                       |
| صحرای غربی                                                  | ۲۶۶٬۰۰۰                | ۶۲۸٬۴۶۵       | ۲۰۲۲ | ۲                                | العیون                           |
| شاخ آفریقا یا آفریقای شمال شرقی                             |                        |               |      |                                  |                                  |
| جیبوتی                                                      | ۲۳٬۰۰۰                 | ۱٬۰۱۸٬۳۴۱     | ۲۰۲۲ | ۲۲                               | جیبوتی (شهر)                     |
| اریتره                                                      | ۱۲۱٬۳۲۰                | ۳٬۶۷۱٬۹۹۸     | ۲۰۰۹ | ۴۷                               | اسمره                            |
| اتیوپی                                                      | ۱٬۱۲۷٬۱۲۷              | ۱۲۱٬۲۷۷٬۷۴۶   | ۲۰۲۲ | ۷۵                               | آدیس آبابا                       |
| سومالی                                                      | ۶۳۷٬۶۵۷                | ۱۶٬۹۱۸٬۷۹۳    | ۲۰۲۲ | ۱۵                               | موگادیشو                         |
| شرق آفریقا                                                  |                        |               |      |                                  |                                  |
| بوروندی                                                     | ۲۷٬۸۳۰                 | ۱۲٬۶۸۲٬۹۳۵    | ۲۰۲۲ | ۳۲۳                              | بوجومبورا                        |
| قلمرو اقیانوس هند بریتانیا - مجمع‌الجزایر چاگوس · (بریتانیا) | ۵۶٫۱۳                  | ۳٬۰۰۰         | ۲۰۱۲ | ۵۳٫۴                             | جزیره دیه‌گو گارسیا               |
| کومور                                                       | ۲٬۱۷۰                  | ۹۱۰٬۳۸۷       | ۲۰۲۲ | ۳۴۷                              | مورونی                           |
| کنیا                                                        | ۵۸۲٬۶۵۰                | ۵۶٬۴۱۳٬۱۰۱    | ۲۰۲۲ | ۶۶                               | نایروبی                          |
| ماداگاسکار                                                  | ۵۸۷٬۰۴۰                | ۲۹٬۲۹۷٬۰۶۹    | ۲۰۲۲ | ۳۵                               | آنتاناناریوو                     |
| مالاوی                                                      | ۱۱۸٬۴۸۰                | ۲۰٬۲۶۴٬۷۴۲    | ۲۰۲۲ | ۱۲۰                              | لیلونگوه                         |
| موریس                                                       | ۲٬۰۴۰                  | ۱٬۲۷۴٬۹۰۴     | ۲۰۲۲ | ۶۳۰                              | پورت‌لوئیس                        |
| مایوت (فرانسه)                                              | ۳۷۴                    | ۲۸۷٬۳۱۴       | ۲۰۲۲ | ۴۹۰                              | مامودزو                          |
| موزامبیک                                                    | ۸۰۱٬۵۹۰                | ۳۳٬۲۳۶٬۵۳۳    | ۲۰۲۲ | ۲۷                               | ماپوتو                           |
| رئونیون (فرانسه)                                            | ۲٬۵۱۲                  | ۹۰۹٬۱۱۵       | ۲۰۲۲ | ۲۹۶                              | سن-دونی، رئونیون                 |
| رواندا                                                      | ۲۶٬۳۳۸                 | ۱۳٬۶۵۱٬۹۴۱    | ۲۰۲۲ | ۳۹۸                              | کیگالی                           |
| سیشل                                                        | ۴۵۵                    | ۹۹٬۵۱۸        | ۲۰۲۲ | ۱۹۲                              | ویکتوریا (سیشل)                  |
| سودان جنوبی                                                 | ۶۱۹٬۷۴۵                | ۱۱٬۶۵۵٬۷۲۷    | ۲۰۲۲ | ۱۳                               | جوبا                             |
| تانزانیا                                                    | ۹۴۵٬۰۸۷                | ۶۳٬۵۸۶٬۶۷۲    | ۲۰۲۲ | ۴۳                               | دودوما                           |
| اوگاندا                                                     | ۲۳۶٬۰۴۰                | ۴۸٬۶۴۱٬۷۳۷    | ۲۰۲۲ | ۱۳۷                              | کامپالا                          |
| زامبیا                                                      | ۷۵۲٬۶۱۴                | ۱۹٬۵۵۶٬۵۴۷    | ۲۰۲۲ | ۱۶                               | لوساکا                           |
| زیمبابوه                                                    | ۳۹۰٬۵۸۰                | ۱۵٬۳۷۰٬۲۶۸    | ۲۰۲۲ | ۲۹                               | هراره                            |
| مرکز آفریقا                                                 |                        |               |      |                                  |                                  |
| آنگولا                                                      | ۱٬۲۴۶٬۷۰۰              | ۳۵٬۱۹۹٬۹۰۲    | ۲۰۲۲ | ۱۰                               | لوآندا                           |
| کامرون                                                      | ۴۷۵٬۴۴۰                | ۲۸٬۰۱۹٬۳۳۰    | ۲۰۲۲ | ۴۰                               | یائونده                          |
| جمهوری آفریقای مرکزی                                        | ۶۲۲٬۹۸۴                | ۵٬۰۳۲٬۳۱۲     | ۲۰۲۲ | ۷                                | بانگی                            |
| چاد                                                         | ۱٬۲۸۴٬۰۰۰              | ۱۷٬۴۹۳٬۲۶۹    | ۲۰۲۲ | ۸                                | انجامنا                          |
| جمهوری کنگو                                                 | ۳۴۲٬۰۰۰                | ۵٬۸۲۰٬۲۶۰     | ۲۰۲۲ | ۱۲                               | برازاویل                         |
| جمهوری دموکراتیک کنگو                                       | ۲٬۳۴۵٬۴۱۰              | ۹۵٬۶۹۶٬۷۶۰    | ۲۰۲۲ | ۳۰                               | کینشاسا                          |
| گینه استوایی                                                | ۲۸٬۰۵۱                 | ۱٬۵۰۴٬۱۶۴     | ۲۰۲۲ | ۲۳                               | مالابو                           |
| گابن                                                        | ۲۶۷٬۶۶۷                | ۲٬۳۳۹٬۸۳۵     | ۲۰۲۲ | ۶                                | لیبرویل                          |
| سائوتومه و پرنسیپ                                           | ۱٬۰۰۱                  | ۲۲۸٬۳۶۰       | ۲۰۲۲ | ۲۱۲                              | سائوتومه                         |
| جنوب آفریقا                                                 |                        |               |      |                                  |                                  |
| بوتسوانا                                                    | ۶۰۰٬۳۷۰                | ۲٬۴۴۸٬۰۸۱     | ۲۰۲۲ | ۳                                | گابورون                          |
| لسوتو                                                       | ۳۰٬۳۵۵                 | ۲٬۱۷۸٬۳۳۴     | ۲۰۲۲ | ۷۰                               | ماسرو                            |
| نامیبیا                                                     | ۸۲۵٬۴۱۸                | ۲٬۶۴۱٬۳۱۷     | ۲۰۲۲ | ۳                                | ویندهوک                          |
| آفریقای جنوبی                                               | ۱٬۲۱۹٬۹۱۲              | ۶۰٬۸۷۰٬۰۳۳    | ۲۰۲۲ | ۴۲                               | بلومفونتن، کیپ‌تاون، پرتوریا      |
| اسواتینی                                                    | ۱۷٬۳۶۳                 | ۱٬۱۸۶٬۷۷۱     | ۲۰۲۲ | ۶۵                               | مبابانه                          |
| آفریقای غربی                                                |                        |               |      |                                  |                                  |
| بنین                                                        | ۱۱۲٬۶۲۰                | ۱۲٬۸۳۷٬۷۴۳    | ۲۰۲۲ | ۷۸                               | پورتو نووو                       |
| بورکینافاسو                                                 | ۲۷۴٬۲۰۰                | ۲۲٬۱۹۹٬۶۴۶    | ۲۰۲۲ | ۵۷                               | اوآگادوگو                        |
| کیپ ورد                                                     | ۴٬۰۳۳                  | ۵۶۸٬۶۰۸       | ۲۰۲۲ | ۱۰۷                              | پرایا                            |
| گامبیا                                                      | ۱۱٬۳۰۰                 | ۲٬۵۶۹٬۹۴۲     | ۲۰۲۲ | ۱۵۸                              | بانجول                           |
| غنا                                                         | ۲۳۹٬۴۶۰                | ۳۲٬۵۰۰٬۷۱۵    | ۲۰۲۲ | ۱۰۰                              | آکرا                             |
| گینه                                                        | ۲۴۵٬۸۵۷                | ۱۳٬۹۲۴٬۲۶۴    | ۲۰۲۲ | ۴۱                               | کوناکری                          |
| گینه بیسائو                                                 | ۳۶٬۱۲۰                 | ۲٬۰۷۱٬۰۸۱     | ۲۰۲۲ | ۴۳                               | بیسائو                           |
| ساحل عاج                                                    | ۳۲۲٬۴۶۰                | ۲۷٬۸۵۳٬۱۱۹    | ۲۰۲۲ | ۶۴                               | آبیجان، یاموسوکرو                |
| لیبریا                                                      | ۱۱۱٬۳۷۰                | ۵٬۳۲۴٬۸۸۹     | ۲۰۲۲ | ۳۱                               | مونروویا                         |
| مالی                                                        | ۱٬۲۴۰٬۰۰۰              | ۲۱٬۵۷۱٬۱۵۰    | ۲۰۲۲ | ۱۰                               | باماکو                           |
| موریتانی                                                    | ۱٬۰۳۰٬۷۰۰              | ۴٬۹۲۲٬۳۱۲     | ۲۰۲۲ | ۳                                | نواکشوت                          |
| نیجر                                                        | ۱٬۲۶۷٬۰۰۰              | ۲۶٬۲۳۴٬۶۱۷    | ۲۰۲۲ | ۱۲                               | نیامی                            |
| نیجریه                                                      | ۹۲۳٬۷۶۸                | ۲۱۷٬۵۹۹٬۰۳۱   | ۲۰۲۲ | ۱۸۰                              | آبوجا                            |
| سینت هلینا (بریتانیا)                                       | ۴۲۰                    | ۶٬۱۱۰         | ۲۰۱۲ | ۱۳                               | جیمزتاون، سینت هلینا             |
| سنگال                                                       | ۱۹۶٬۱۹۰                | ۱۷٬۷۲۶٬۴۱۶    | ۲۰۲۲ | ۷۰                               | داکار                            |
| سیرالئون                                                    | ۷۱٬۷۴۰                 | ۸٬۳۳۲٬۸۷۴     | ۲۰۲۲ | ۹۰                               | فری‌تاون                          |
| توگو                                                        | ۵۶٬۷۸۵                 | ۸٬۷۱۳٬۰۷۱     | ۲۰۲۲ | ۱۰۶                              | لومه                             |
| مجموع                                                       | ۳۰٬۳۶۸٬۶۰۹             | ۱٬۴۰۶٬۷۲۸٬۷۴۴ | ۲۰۲۲ | ۳۳                               |                                  |

## کشورهای قاره آفریقا
- نیجریه
- اتیوپی
- مصر
- جمهوری دموکراتیک کنگو
- تانزانیا
- آفریقای جنوبی
- کنیا
- اوگاندا
- سودان
- الجزایر
- مراکش
- آنگولا
- موزامبیک
- غنا
- ماداگاسکار
- کامرون
- ساحل عاج
- نیجر
- بورکینافاسو
- مالی
- مالاوی
- زامبیا
- سنگال
- چاد
- سومالی
- زیمبابوه
- گینه
- رواندا
- بنین
- بروندی
- تونس
- سودان جنوبی
- توگو
- سیرالئون
- لیبی
- جمهوری کنگو
- لیبریا
- جمهوری آفریقای مرکزی
- موریتانی
- اریتره
- نامیبیا
- گامبیا
- بوتسوانا
- گابن
- لسوتو
- گینه بیسائو
- گینه استوایی
- موریس
- اسواتینی
- جیبوتی
- رئونیون
- اتحاد قمر
- صحرای غربی
- کیپ ورد
- مایوت
- سائوتومه و پرنسیپ
- سیشل
- سینت هلینا
- قلمرو اقیانوس هند بریتانیا
- بیافرا

### فهرست‌های راهنما
پایگاه داده آفریقای معاصر
- کتابخانه کنگره، مکان مطالعه آفریقایی‌ها و اهالی خاور میانه
- پروژه دایرکتوری باز، آفریقا رسته دایرکتوری
- آفریقا در جنوب صحرا، دانشگاه استنفورد
- شاخص‌های آفریق دایرکتوری شورای نروژی برای آفریقا

### سیاست
- Africa Action قدیمی‌ترین سازمان در ایالات متحده که بر روی مسائل آفریقا کار می‌کند. این سازمان ملی برای عدالت سیاسی، اقتصادی و اجتماعی آفریقا کار می‌کند.
- کمیسیون آفریقا
- جبهه اتحاد آفریقا
- تاریخچه طبقه کارگر در آفریقا بایگانی‌شده  در ۵ مه ۲۰۰۸ توسط Wayback Machine—مردم و طبقات پایین در آفریقا